# Vin Zhang
Vin Zhang (en chino: 张彬彬), también conocido como Zhang Binbin, es un popular actor y cantante chino, conocido por haber interpretado a Lin Yimu en la serie Pretty Li Hui Zhen, a Li Jing en Eternal Love y a Rey Ying Zheng en la serie The King's Woman.

## Biografía
Estudió en el "Shanghai Theatre Academy".
Es buen amigo de la actriz china Dilraba Dilmurat.

## Carrera
Es miembro de la compañía "Jay Walk Studio".
Ha aparecido en sesiones fotográficas para "BAZAAR Men", "VOGUE", "悦己SELF", "InStyle", "ICON F - La Mode", "Starvideo", entre otros...
En el 2016 se unió al elenco recurrente de la serie Love O2O, donde dio vida al hacker KO, quien se une al equipo de Xiao Nai en "Zhi Yi Technology", hasta el final de la serie en septiembre del mismo año. 
Ese mismo año se unió al elenco principal de la serie Chronicle of Life (también conocida como Ji Mo Kong Ting Chun Yu Wan), donde dio vida al autor chino Nalan Rongruo. 
El 9 de abril del mismo año apareció como invitado en el programa Happy Camp donde participó junto a Cha Tae-hyun, Hawick Lau y Liu Haoran. El 17 de febrero del 2018 volvió a aparecer junto a Dilraba Dilmurat, Vic Chou, Joey Yung, Wu Lei, Yuan Hong y Zhang Xin Cheng.
En 2017 se unió al elenco de la serie Eternal Love, donde dio vida a Li Jing. También se unió al elenco de la serie Pretty Li Hui Zhen, donde interpretó a Lin Yimu. 
El 14 de agosto del mismo año, se unió al elenco principal de la serie The King's Woman (en chino: 秦时丽人明月心), donde interpretó a Ying Zheng, un hombre con un temperamento impredecible que pronto se enamora de Gongsun Li (Dilraba Dilmurat), hasta el final de la serie el 4 de octubre del 2017.
El 1 de marzo del 2018 se unió al elenco principal de la serie The Flame's Daughter (también conocida como Lie huo ru ge), donde interpreta a Zhan Feng, el discípulo más antiguo de Liehuo Pavilion y el primer amor de Lie Ruge (Dilraba Dilmurat).
El 8 de enero del 2019 se unió al elenco principal de la serie I Will Never Let You Go (también conocida como "Legend of Huo Buo") donde dio vida a Chen Yu, hasta el final de la serie el 7 de marzo del mismo año.
El 17 de octubre del mismo año se unió al elenco de la serie Love Is Fate (también conocida como "Love Happening") donde interpretó a Xia Yuhang, un humilde empleado del hotel, hasta el final de la serie el 20 de noviembre del mismo año.
El 23 de febrero de 2021 se unió al elenco principal de la serie Storm Eye donde dio vida a Feng Shang, un oficial de seguridad nacional, hasta el final de la serie el 16 de marzo del mismo año.
El 8 de marzo del mismo año se unió al elenco principal de la serie Si Teng (también conocida como "Rattan") donde interpretó a Qin Fang, un joven que mientras está en la búsqueda de un ancestro benefactor sufre un accidente automovilístico en un acantilado lo cual ocasiona que su corazón sea perforado y cuya sangre trae a la vida a Si Teng (Jing Tian), hasta el final de la serie el 4 de abril del mismo año.
En 2022 se unirá el elenco principal de la serie Eight Strange Cases of the Republic donde dará vida a Luo Zhengyi.
Ese mismo año se unirá al elenco principal de la serie Be Together (también conocida como "Yan Gui Xi Chuang Yue") donde interpretará a Xu Chengyi.
El 28 de febrero de 2022 se anunció que estaba en pláticas para unirise al elenco de la serie Peaceful Like a Dream.

## Filmografía

### Series de televisión
| Año  | Título                                          | Personaje            | Notas        |
| ---- | ----------------------------------------------- | -------------------- | ------------ |
| 2022 | A Romance of the Little Forest                  | Zhuang Yu            | 35 episodios |
| TBA  | The Eight Mysteries of Republican Era           | Luo Zhengyi          |              |
| 2021 | Be Together (雁归西窗月)                        | Xu Chengyi           | 35 episodios |
| 2021 | Si Teng (Rattan)                                | Qin Fang             | 30 episodios |
| 2021 | Storm Eye                                       | Feng Shang           | 40 episodios |
| 2019 | Love Is Fate                                    | Xia Yu Hang          | 42 episodios |
| 2019 | I Will Never Let You Go                         | Chen Yu / Lian Yi Ke | 51 episodios |
| 2018 | The Flame's Daughter                            | Zhan Feng            | 52 episodios |
| 2017 | The King's Woman                                | Rey Ying Zheng       | 48 episodios |
| 2017 | Eternal Love                                    | Li Jing              | 56 episodios |
| 2017 | Pretty Li Hui Zhen                              | Lin Yimu             | 44 episodios |
| 2016 | Love O2O                                        | KO                   | 16 episodios |
| 2016 | Angel Wings                                     | Duan Gang            | -            |
| 2016 | The Legend of the Monster                       | Liu Di               | -            |
| 2016 | Chronicle of Life (Ji Mo Kong Ting Chun Yu Wan) | Nalan Rong Ruo       | -            |
| 2014 | Long Time No See                                | Qiao Ran             | -            |
| 2014 | V Love                                          | Han Dingyi           | -            |

### Programas de variedades
| Año              | Programa                                     | Notas                  |
| ---------------- | -------------------------------------------- | ---------------------- |
| 2021             | Go Shoot (接招吧！前辈)                      | (ep. #7) - invitado    |
| 2021             | Ace vs Ace S6 (王牌对王牌)                   | invitado               |
| 2021             | Keep Running                                 | invitado               |
| 2016, 2018, 2021 | Happy Camp (快乐大本营)                      | 4 episodios - invitado |
| 2018             | Beyond it! Hero (超越吧！英雄)               | miembro                |
| 2017             | Ace vs Ace                                   | (ep. #2.01) - invitado |
| 2014             | 带你去见TA                                   |                        |
| 2014             | Chinese Entertainment Reports (中国娱乐报道) |                        |
| 2013             | 亚洲青春派                                   |                        |

### Endorsos / Anuncios
| Año   | Marca                 | Notas                            |
| ----- | --------------------- | -------------------------------- |
| 2021- | Samsung Mobile Phones | Embajador                        |
| 2021- | AGE 20’               | Portavoz global                  |
| 2021- | League of Legend      | Embajador de promoción de Foyego |
| 2019  | Artistic & Co.        |                                  |

### Revistas / sesiones fotográficas
| Año  | Título             | Notas                       |
| ---- | ------------------ | --------------------------- |
| 2021 | NeufMode           | junto a Esther Yu           |
| 2021 | MiniBazaar         |                             |
| 2021 | Marie Claire China | (publicación de mayo)       |
| 2019 | LEMON China        | (publicación de septiembre) |
| 2019 | Ginger China       | (publicación de septiembre) |
| -    | Super ELLE         |                             |
| -    | BAZAAR Men         |                             |
| -    | Esquire            |                             |
| -    | In Style           |                             |
| -    | Self               |                             |
| -    | So Cool            |                             |

### Eventos
| Año  | Evento                                    | Notas                        |
| ---- | ----------------------------------------- | ---------------------------- |
| 2020 | 2019 China Literature Super IP Gala       | en Shanghái                  |
| 2019 | League of Legends World Championship 2019 | en Berlín                    |
| 2019 | Stuart Weitzman Brand Event               | en Wuhan                     |
| 2019 | League of Legends 8th Anniversary         | junto a Dylan Wang y Chen He |

## Discografía

### Singles
| Año  | Canción                           | Álbum                       | Notas                                              |
| ---- | --------------------------------- | --------------------------- | -------------------------------------------------- |
| 2017 | "To Love Completely" (愛得起)     | OST de "Pretty Li Hui Zhen" | junto a Li Xirui                                   |
| 2016 | "A Smile is Beautiful" (一笑倾城) | OST de "Love O2O"           | junto a Zhang He, Zheng Yecheng, Bai Yu y Cui Hang |
| 2014 | "Heavenly Stairs" (天梯)          | OST de "V Love"             |                                                    |
| 2014 | "Our Era" (我们的时代)            | OST de "V Love"             | junto al elenco                                    |

## Premios y nominaciones
| Año  | Categoría            | Premio                   | Nominación | Resultado |
| ---- | -------------------- | ------------------------ | ---------- | --------- |
| 2018 | YC Charm Niche       | Youku Young Choice Award | -          | Ganó      |
| 2017 | Most Promising Actor | 9th China TV Drama Award | -          | Ganó      |
| 2017 | Best New Actor Award | Weibo Fashion Award      | -          | Ganó      |
| 2017 | Popular Male Artist  | Instyle Icon Award       | -          | Ganó      |
| 2016 | New Artist Award     | Fashion Power Award      | -          | Ganó      |